# Kampong Thom (provincie)
Kampong Thom este o provincie situată în partea centrală a Cambodgiei. Capitala sa este Kampong Thom. Are o suprafață de 13.814 km². În 2008, populația sa era de 630.803.
Provincia este împărțită în 8 districte:
- Baray
- Kampong Svay
- Stueng Saen
- Prasat Balangk
- Prasat Sambour
- Sandan
- Santuk
- Stoung